# 102621 Goshinosato
102621 Goshinosato este o planetă minoră (asteroid) din centura de asteroizi. A fost descoperită pe 13 noiembrie 1999 la Saji Observatory⁠(d) de Saji Observatory⁠(d). 
Obiectul prezintă o orbită caracterizată de o semiaxă mare de 2,6869497733957 UAi, o excentricitate de 0,095371069462021, o înclinație de 1,1982655179557 ° în raport cu ecliptica.